# Clark James Gable
Clark James Gable, även känd som Clark Gable III, född 20 september 1988 i Malibu, Kalifornien, död 22 februari 2019 i Dallas, Texas, var en amerikansk skådespelare, fotomodell och programledare i TV. Han ledde två säsonger av reality-programmet Cheaters.
Clark James Gable ägde en klädbutik, ett surfarmärke med kläder och accessoarer samt en elektronikbutik.

## Familj
Clark James Gable var sonson till skådespelaren Clark Gable. Hans styvfar Jason Scheff var basist i bandet Chicago 1985–2016. Clark James Gable hade en dotter, född 2017.